# Cañete (Chili)
Pour les articles homonymes, voir Cañete.
Cañete est une ville et une commune du Chili faisant partie de la province d'Arauco, elle-même rattachée à la région du Biobío. La commune compte 31 270 habitants en 2002.

Position de Cañete (en rouge) au sein de la Région du Biobío.